# 八次出幸
八次出幸指的是唐玄宗（1次）、唐代宗（1次）、唐德宗（1次）、唐僖宗（2次）和唐昭宗（3次）五名皇帝因為战乱而八次出逃京师长安的避难事件，关中平原、四川和河南多个地点在史书上有几年时间内称为行在。从755年爆发安史之亂至904年朱温逼迫唐昭宗迁都洛阳，有8%或长达12年的时间内皇帝外逃避难、不在京师（相当于靖康之变至端平入洛金朝占据汴京107年时间总合的11.2%），其中以唐僖宗出行时间最长。八次出幸事件离安史（中唐）、黄巢之乱（唐末）爆发时间不远，出逃时间都在这两段时间频繁发生；而784年的泾原兵变后至880年的黃巢之亂的96年（占唐朝总寿命的33%）内京师则相对稳定，无皇帝出逃躲避战乱。唐军、敌军双方都没有依靠城墙极力坚守长安城，所以也就没有任何大型攻城武器或攻城战的出现，往往在京畿附近的关塞、要塞或州城，如潼关失陷后的几天就移到另一个地点，日后再收复长安，叛军对长安城的防御、进攻方式以城外野战为主，部分包括长安城内的巷战。
|      | 战乱       | 占京者                                                               | 平叛/和解者                    | 皇帝   | 所至                           | 阴历                        | 共计时间 | 描述 |
| ---- | ---------- | -------------------------------------------------------------------- | ------------------------------ | ------ | ------------------------------ | --------------------------- | -------- | --- |
| 中唐 | 安史之乱   | 平卢、范阳、河东节度使安祿山部将孙孝哲、张通儒等                     | 广平王李豫、李嗣业、叶护太子等 | 唐玄宗 | 灵州（今宁夏）、成都（今四川） | 756年6月13日至757年10月23日 | 1年4个月 | 公元755年12月12日安史之乱爆发后安禄山率叛军攻陷东京洛阳，756年1月1日安禄山在洛阳称帝建大燕政权。同年6月9日潼关失守，6月13日唐玄宗离长安，行至马嵬驿时唐玄宗与李亨分道，李亨北行至灵州即位为唐肃宗，唐玄宗前往成都成为太上皇。757年9月28日李嗣业等将领克复京师长安，10月23日唐肃宗返回京城，12月28日太上皇唐玄宗也回到京城。                                                                                               |
| 中唐 | 唐蕃战争   | 尚结息、恩兰·达扎路恭                                                | 郭子仪、白孝德等               | 唐代宗 | 陕州（今河南）                 | 763年10月7日至763年10月21日 | 15天     | 公元763年，吐蕃军队攻入大震关后直取唐朝都城长安，10月7日唐代宗因情势危急出逃避难前往陕州，10月9日吐蕃军进入长安，不过很快于10月21日撤出，郭子仪等将领率军进入长安。同年12月26日唐代宗返回长安，郭子仪率朝中百官及各路军队在长安东南浐河之畔迎接。 |
| 中唐 | 泾原兵变   | 泾原节度使姚令言、前范阳節度使朱泚                                   | 李晟、骆元光、尚可孤           | 唐德宗 | 咸阳、奉天、梁州（均今陕西）   | 783年10月3日至784年7月19日  | 9个月    | 公元783年10月3日，姚令言率泾原兵在长安叛变，唐德宗匆忙出逃，先到咸阳，后至奉天。姚令言推举朱泚为叛军首领，10月7日朱泚称帝建立大秦政权，10月13日派李忠臣进攻奉天，河中节度使李怀光奉命救援。784年2月26日李怀光背叛朝廷，唐德宗任命戴休颜为奉天留守，3月21日唐德宗再次出逃前往梁州。5月29日李晟等将领克复长安，朱泚败逃。7月19日唐德宗返回长安，李晟率军在三桥迎接。785年8月12日，李怀光在被马燧等人讨伐后战败自缢。        |
| 唐末 | 黃巢之亂   | 黄巢                                                                 | 王处存、李克用等               | 唐僖宗 | 兴元（今陕西）、成都（今四川） | 880年12月5日至885年3月31日  | 4年5个月 | 公元880年12月3日潼关失守，12月5日唐僖宗在宦官田令孜陪同下出逃兴元，黄巢抵达长安并称帝建立大齐政权。881年1月28日唐僖宗到达成都，4月5日黄巢撤出长安，程宗楚等收复长安，但4月11日黄巢回袭再次攻陷长安。883年4月8日李克用等将领克复长安，黄巢败逃。因长安宫室焚毁，885年3月31日唐僖宗才从成都返回长安。 |
| 唐末 | 王重榮之乱 | 河中节度使王重荣、河东节度使李克用、邠宁节度使朱玫、凤翔节度使李昌符 | 王行瑜、李茂貞                 | 唐僖宗 | 凤翔、宝鸡、兴元（均今陕西）   | 885年12月25日至888年2月21日 | 2年3个月 | 885年10月，田令孜派朱玫、李昌符讨伐王重荣，王重荣向李克用求援。12月23日田令孜一方战败，李克用等进逼京城，12月25日田令孜挟持唐僖宗逃往凤翔，之后唐僖宗一行辗转到达宝鸡、兴元。886年1月10日，朱玫、李昌符倒戈联合李克用等人，要求诛杀田令孜，朱玫在追击田令孜途中俘获李煴并于10月拥立其称帝，12月4日朱玫被部将王行瑜所杀。887年6月7日，李昌符反叛后被李茂贞讨伐，8月1日在陇州被杀。直至888年2月21日，唐僖宗才得以返回京城。 |
| 唐末 | 李茂贞之乱 | 邠宁节度使王行瑜、凤翔节度使李茂贞、鎮國軍節度使韩建                 | 李克用                         | 唐昭宗 | 莎城镇、石门（均今陕西）       | 895年7月6日至895年8月27日   | 1个月    | 公元895年5月8日，王行瑜、李茂贞和韩建带兵入长安，杀宰相韦昭度、李磎，企图废帝另立。李克用在河东起兵救援，王行瑜等留兵宿卫后返回藩镇。7月5日李克用军队逼近京师，王行瑜弟弟王行实与李茂贞养子李继鹏为挟持唐昭宗混战，7月6日唐昭宗逃出长安，先后到莎城镇、石门镇。8月5日李克用至长安北面渭桥上表请唐昭宗回京，8月27日唐昭宗还京。                                                                                            |
| 唐末 | 李茂贞之乱 | 凤翔节度使李茂貞                                                     | 李茂貞、韩建                   | 唐昭宗 | 富平、华州（均今陕西）         | 896年7月13日至898年8月25日  | 2年1个月 | 公元896年6月17日李茂贞军进逼京畿，7月13日唐昭宗离京前往渭北，先后抵达富平、华州，李茂贞入长安，韩建在华州控制唐昭宗后于7月26日贬崔胤。崔胤联络朱温，劝其修洛阳宫室迎驾。897年1月8日韩建逼唐昭宗交出诸王兵权。898年1月22日，李茂贞和韩建因忌惮朱温，决定修复长安宫殿，8月25日唐昭宗回到长安。 |
| 唐末 | 朱温之乱   | 宣武节度使朱温                                                       | 朱温                           | 唐昭宗 | 凤翔（今陕西）                 | 901年11月4日至903年1月27日  | 1年2个月 | 公元901年10月19日朱温在大梁起兵欲迎唐昭宗至洛阳，11月4日宦官韩全诲挟持唐昭宗投靠李茂贞，11月14日抵达凤翔，朱温到长安后于11月20日以韩全诲罪状进军凤翔。902年9月4日，朱温诱使李茂贞出城并将其击败，随后围困凤翔。903年1月4日，凤翔缺粮，李茂贞请和。1月6日李茂贞处死韩全诲等二十多人并送首级至朱温营地，1月22日朱温迎接唐昭宗，1月27日唐昭宗返回京城。                                                                      |
| 唐末 | 朱温之乱   | 宣武节度使朱温                                                       | 无                             | 唐昭宗 | 洛阳（今河南）                 | 无                          | 无       | 公元904年1月21日，朱温逼迫唐昭宗迁都洛阳，强令百官及普通士民一同迁徙，1月26日派人拆毁长安宫殿、官署及民房，把拆下来的木材顺着渭河漂流而下，用于修筑洛阳宫室，长安自此沦为废墟。朱温征发工匠民夫，让张全义主持修洛阳宫室，江、浙、湖、岭等各地军镇资助。4月16日宫室修成唐昭宗入住。907年4月22日朱温建后梁政权，定洛阳为西京、开封为东京。                                                                                  |

## 註腳
1. 1 2  （755年11月甲子，11月9日）甲子，禄山发所部兵及同罗、奚、契丹、室韦凡十五万众，号二十万，反于范阳。《资治通鉴·卷二百十七》
（755年11月乙丑，11月10日）乙丑，北京副留守杨光翙出迎，因劫之以去。太原具言其状。东受降城亦奏禄山反。《资治通鉴·卷二百十七》
（755年12月丁酉，12月12日）安禄山引兵向荥阳，太守崔无诐拒之……癸巳，禄山陷荥阳，杀无诐，以其将武令珣守之……封常清所募兵皆白徒，未更训练，屯武牢以拒贼；贼以铁骑蹂之，官军大败。常清收馀众，战于葵园，又败；战上东门内，又败。丁酉，禄山陷东京，贼鼓噪自四门入，纵兵杀掠。常清战于都亭驿，又败；退守宣仁门，又败；乃自苑西坏墙西走……会禄山方谋称帝，留东京不进，故朝廷得为之备，兵亦稍集。《资治通鉴·卷二百十七》
（756年1月乙卯，1月1日）春，正月，乙卯朔，禄山自称大燕皇帝，改元圣武，以达奚珣为侍中，张通儒为中书令，高尚、严庄为中书侍郎。《资治通鉴·卷二百十七》
（756年6月辛卯，6月9日）辛卯，乾祐进攻潼关，克之。《资治通鉴·卷二百十八》
（756年6月乙未，6月13日）乙未，黎明，上独与贵妃姊妹、皇子、妃、主、皇孙、杨国忠、韦见素、魏方进、陈玄礼及亲近宦官、宫人出延秋门，妃、主、皇孙之在外者，皆委之而去……安禄山不意上遽西幸，遣使止崔乾祐兵留潼关，凡十日，乃遣孙孝哲将兵入长安，以张通儒为西京留守，崔光远为京兆尹……禄山使监关中诸将，通儒等皆受制于孝哲。《资治通鉴·卷二百十八》
（756年7月辛酉，7月9日）秋，七月，辛酉，太子至灵武，悉命撤之。《资治通鉴·卷二百十八》
（756年7月甲子，7月12日）是日，肃宗即位于灵武城南楼，群臣舞蹈，上流涕歔欷。尊玄宗曰上皇天帝，赦天下，改元。《资治通鉴·卷二百十八》
（756年7月庚辰，7月28日）庚辰，上皇至成都，从官及六军至者千三百人而已。《资治通鉴·卷二百十八》
（756年8月丁酉，8月16日）癸巳，灵武使者至蜀，上皇喜曰：“吾儿应天顺人，吾复何忧！”丁酉，制：“自今改制敕为诰，表疏称太上皇。四海军国事，皆先取皇帝进止，仍奏朕知；俟克复上京，朕不复预事”。《资治通鉴·卷二百十八》
（757年9月癸卯，9月28日）壬寅，至长安城西，陈于香积寺北澧水之东。李嗣业为前军，郭子仪为中军，王思礼为后军。贼众十万陈于其北，李归仁出挑战，官军逐之，逼于其陈。贼军齐进，官军却，为贼所乘，军中惊乱，贼争趣辎重……于是嗣业帅前军各执长刀，如墙而进，身先士卒，所向摧靡……李嗣业又与回纥出贼阵后，与大军交击，自午及酉，斩首六万级，填沟堑死者甚众，贼遂大溃。馀众走入城，迨夜，嚣声不止……迟明，谍至，守忠、归仁与张通儒、田干真等皆已遁矣。癸卯，大军入西京。《资治通鉴·卷二百二十》
（757年10月丁卯，10月23日）丙寅，上至望贤宫，得东京捷奏。丁卯，上入西京。百姓出国门奉迎，二十里不绝，舞跃呼万岁，有泣者。上入居大明宫。《资治通鉴·卷二百二十》
（757年12月丁未，12月28日）丁未，将发行宫，上亲为上皇习马而进之……上皇自开远门入大明宫，御含元殿，慰抚百官。《资治通鉴·卷二百二十》
2. 1 2  （763年7月戊辰，7月27日）吐蕃入大震关，陷兰、廓、河、鄯、洮、岷、秦、成、渭等州，尽取河西、陇右之地……冬，十月，吐蕃寇泾州，刺史高晖以城降之，遂为之乡导，引吐蕃深入；过邠州，上始闻之。《资治通鉴·卷二百二十三》
（763年10月辛未，10月2日）辛未，寇奉天、武功，京师震骇……郭子仪为副元帅，出镇咸阳以御之……至是召募，得二十骑而行，至咸阳，吐蕃帅吐谷浑、党项、氐、羌二十馀万众，弥漫数十里，已自司竹园渡渭，循山而东。《资治通鉴·卷二百二十三》
（763年10月乙亥，10月6日）癸酉，渭北行营兵马使吕月将将精卒二千，破吐蕃于盩厔之西。乙亥，吐蕃寇盩厔，月将复与力战，兵尽，为虏所擒。《资治通鉴·卷二百二十三》
（763年10月丙子，10月7日）丙子，出幸陕州，官吏藏窜，六军逃散。《资治通鉴·卷二百二十三》
（763年10月丁丑，10月8日）丁丑，车驾至华州。《资治通鉴·卷二百二十三》
（763年10月戊寅，10月9日）戊寅，吐蕃入长安，高晖与吐蕃大将马重英等立故邠王守礼之孙广武王承宏为帝，改元，置百官，以前翰林学士于可封等为相……辛巳，上至陕，百官稍有至者。郭子仪引三十骑自御宿川循山而东，谓王延昌曰：“六军将士逃溃者多在商州，今速往收之，并发武关防兵，数日间，北出蓝田以向长安，吐蕃必遁。”过蓝田，遇元帅都虞候臧希让、凤翔节度使高升，得兵近千人……三日乃行，比至商州，行收兵，并武关防兵合四千人……鄜坊节度判官段秀实说节度使白孝德引兵赴难，孝德即日大举，南趣京畿，与蒲、陕、商、华合势进击。《资治通鉴·卷二百二十三》
（763年10月庚寅，10月21日）吐蕃惶骇，庚寅，悉众遁去。高晖闻之，帅麾下三百馀骑东走，至潼关，守将李日越擒而杀之……癸巳，以郭子仪为西京留守。《资治通鉴·卷二百二十三》
（763年12月甲午，12月26日）甲午，上至长安，郭子仪帅城中百官及诸军迎于沪水东，伏地待罪。《资治通鉴·卷二百二十三》
3. 1 2  （783年10月丁未，10月3日）泾原节度使姚令言将兵五千至京师……丁未，发至浐水……军士射令言，令言抱马鬣突入乱兵，呼曰：“诸君失计！东征立功，何患不富贵，乃为族灭之计乎！”军士不听，以兵拥令言而西……贼已斩关而入，上乃与王贵妃、韦淑妃、太子、诸王、唐安公主自苑北门出，王贵妃以传国宝系衣中以从。后宫诸王、公主不及从者什七八……夜至咸阳，饭数匕而过……姚令言与乱兵谋曰：“今众无主，不能持久，朱太尉闲居私第，请相与奉之。”众许诺。乃遣数百骑迎泚于晋昌里第。《资治通鉴·卷二百二十八》
（783年10月戊申，10月4日）上思桑道茂之言，自咸阳幸奉天……文武之臣稍稍继至。己酉，左金吾大将军浑瑊至奉天。《资治通鉴·卷二百二十八》
（783年10月壬子，10月7日）朱泚自白华殿入宣政殿，自称大秦皇帝，改元应天。癸丑，泚以姚令言为侍中、关内元帅……姚令言与源休共掌朝政，凡泚之谋画、迁除、军旅、资粮，皆禀示休。休劝泚诛翦宗室在京城者以绝人望，杀郡王、王子、王孙凡七十七人。《资治通鉴·卷二百二十八》
（783年10月丁巳，10月13日）朱泚自将逼奉天，军势甚盛。以姚令言为元帅，张光晟副之，以李忠臣为京兆尹、皇城留守。《资治通鉴·卷二百二十八》
（783年11月甲申，11月11日）朱泚攻围奉天经月，城中资粮俱尽……上之幸奉天也，粮料使崔纵劝李怀光令入援，怀光从之。《资治通鉴·卷二百二十九》
（784年2月丁卯，2月26日）丁卯，怀光遣其将赵升鸾入奉天，约其夕使别将达奚小俊烧乾陵，令升鸾为内应以惊胁乘舆。升鸾诣浑瑊自言，瑊遽以闻，且请决幸梁州。上命瑊戒严，瑊出，部勒未毕，上已出城西，命戴休颜守奉天，朝臣将士狼狈扈从。戴休颜徇于军中曰：“怀光已反！”遂乘城拒守。《资治通鉴·卷二百三十》
（784年3月壬辰，3月21日）壬辰，车驾至梁州。《资治通鉴·卷二百三十》
（784年5月己亥，5月29日）泚骁将张庭芝、李希傅引兵大至……演等力战，贼败走。演等追之，乘胜入光泰门，再战，又破之。会夜，晟敛兵还。贼馀众走入白华门……贼又出战，官军屡捷。骆元光败泚众于浐西。戊戌，晟陈兵于光泰门外……直抵苑墙神麚村。晟先使人夜开苑墙二百馀步，比演等至，贼已树栅塞之，自栅中刺射官军，官军不得进……万顷惧，帅众先进，拔栅而入，佖、演引骑兵继之，贼众大溃，诸军分道并入。姚令言等犹力战，晟命决胜军使唐良臣等步骑蹙之，且战且前，凡十馀合，贼不能支……及泚败，光晟劝泚出亡。泚乃与姚令言帅馀众西走，犹近万人。光晟送泚出城，还，降于晟……远坊有经宿乃知官军入城者。是日，浑瑊、戴休颜、韩游瑰亦克咸阳，败贼三千馀众，闻泚西走，分兵邀之……己亥，晟使京西兵马使孟涉顿白华门，尚可孤屯望仙门，骆元光屯章敬寺，晟以牙前三千人屯安国寺，以镇京城。斩泚党李希倩、敬釭、彭偃等八人于市……六月，癸卯，李晟遣掌书记吴人于公异作露布上行在。《资治通鉴·卷二百三十一》
（784年7月壬午，7月19日）壬午，车驾至长安，浑瑊、韩游瑰、戴休颜以其众扈从，李晟、骆元光、尚可孤以其众奉迎，步骑十馀万，旌旗数十里，晟谒见上于三桥，先贺平贼，后谢收复之晚，伏路左请罪。《资治通鉴·卷二百三十一》
（784年8月壬寅，8月2日）上乃加浑瑊河中、绛州节度使，充河中、同华、陕虢行营副元帅，加马燧奉诚军、晋、慈、隰节度使，充管内诸军行营副元帅，与镇国节度使骆元光、鄜坊节度使唐朝臣合兵讨怀光。《资治通鉴·卷二百三十一》
（785年8月甲戌，8月12日）甲戌，燧帅诸军至河西，河中军士自相惊曰：“西城擐甲矣！”又曰：“东城娖队矣！”须臾，军中皆易其号为“太平”字。怀光不知所为，乃缢而死。《资治通鉴·卷二百三十二》
4. 1 2  （880年12月壬午，12月3日）壬午旦，贼夹攻潼关，关上兵皆溃，师会自杀，承范变服，帅馀众脱走。《资治通鉴·卷二百五十四》
（880年12月甲申，12月5日）百官退朝，闻乱兵入城，布路窜匿，田令孜帅神策兵五百奉帝自金光门出，惟福、穆、泽、寿四王及妃嫔数人从行，百官皆莫知之……晡时，黄巢前锋将柴存入长安，金吾大将军张直方帅文武数十人迎巢于霸上。《资治通鉴·卷二百五十四》
（880年12月丁酉，12月6日）丁酉，车驾至兴元，诏诸道各出全军收复京师。《资治通鉴·卷二百五十四》
（881年1月丁丑，1月28日）春，正月，车驾发兴元……丁丑，车驾至成都，馆于府舍。《资治通鉴·卷二百五十四》
（881年4月壬午，4月5日）黄巢帅众东走，程宗楚先自延秋门入，弘夫继至，处存帅锐卒五千夜入城……宗楚等恐诸将分其功，不报凤翔、鄜夏，军士释兵入第舍，掠金帛、妓妾。处存令军士繫白巾为号，坊市少年或窃其号以掠人。贼露宿霸上，诇知官军不整，且诸军不相继，引兵还袭之，自诸门分入，大战长安中，宗楚、弘夫死，军士重负不能走，是以甚败，死者什八九。处存收馀众还营。
（881年4月丁亥，4月11日）巢复入长安，怒民之助官军，纵兵屠杀，流血成川，谓之洗城。《资治通鉴·卷二百五十四》
（883年4月甲辰，4月8日）李克用与忠武将庞从、河中将白志迁等引兵先进，与黄巢军战于渭南，一日三战，皆捷。义成、义武等诸军继之，贼众大奔。甲辰，克用等自光泰门入京师，黄巢力战不胜，焚宫室遁去。《资治通鉴·卷二百五十五》
（884年9月己未，9月2日）上以长安宫室焚毁，故久留蜀未归。《资治通鉴·卷二百五十六》
（885年3月丁卯，3月31日）己卯，车驾发成都，陈敬瑄送至汉州而还……二月，丙申，车驾至凤翔。三月，丁卯，至京师；荆棘满城，狐兔纵横，上凄然不乐。己巳，赦天下，改元。时朝廷号令所在，惟河西、山南、剑南、岭南数十州而已。《资治通鉴·卷二百五十六》
5. 1 2  （885年12月癸酉，12月23日）令孜遣玫、昌符将本军及神策鄜、延、灵、夏等军各三万人屯沙苑，以讨王重荣。重荣发兵拒之，告急于李克用，克用引兵赴之……克用兵至，与重荣俱壁沙苑，表请诛令孜及玫、昌符。诏和解之，克用不听。十二月，癸酉，合战，玫、昌符大败，各走还本镇，溃军所过焚掠。《资治通鉴·卷二百五十六》
（885年12月乙亥，12月25日）克用进逼京城，乙亥夜，令孜奉天子自开远门出幸凤翔。《资治通鉴·卷二百五十六》
（886年1月戊子，1月8日）李克用还军河中，与王重荣同表请大驾还宫，因罪状田令孜，请诛之……戊子，令孜请上幸兴元，上不从。是夜，令孜引兵入宫，劫上幸宝鸡，黄门卫士从者才数百人，宰相朝臣皆不知。《资治通鉴·卷二百五十六》
（886年1月庚寅，1月10日）庚寅，上以孔纬为御史大夫，使还召百官，上留宝鸡以待之。时田令孜弄权，再致播迁，天下共忿疾之。朱玫、李昌符亦耻为之用，且惮李克用、王重荣之强，更与之合。《资治通鉴·卷二百五十六》
（886年1月癸巳，1月13日）田令孜奉上发宝鸡，留禁军守石鼻为后拒……车驾才入散关，朱玫已围宝鸡。石鼻军溃，玫长驱攻散关，不克。嗣襄王煴，肃宗之玄孙也，有疾，从上不及，留遵涂驿，为玫所得，与俱还凤翔。庚戌，李克用还太原。二月，王重荣、朱政、李昌符复上表请诛田令孜。《资治通鉴·卷二百五十六》
（886年3月丙申，3月17日）丙申，车驾至兴元……乙卯，煴受册，玫自兼左、右神策十军使，帅百官奉煴还京师……凤翔节度使李昌符与朱玫同谋立襄王，既而玫自为宰相专权，昌符怒，不受其官，更通表兴元。诏加昌符检校司徒……六月，以扈跸都将杨守亮为金商节度、京畿制置使，将兵二万出金州，与王重荣、李克用共讨朱玫……冬，十月，煴即皇帝位，改元建贞，遥尊上为太上元皇帝。《资治通鉴·卷二百五十六》
（886年12月甲寅，12月4日）甲寅，行瑜自凤州擅兵引归京师……行瑜曰：“吾不反，欲诛反者朱玫耳！”遂擒斩之，并杀其党数百人。《资治通鉴·卷二百五十六》
（887年3月壬辰，3月18日）壬辰，車駕至鳳翔，節度使李昌符，恐車駕還京雖不治前過，恩賞必疏，乃以宮室未完，固請駐驊府舍，從之。《资治通鉴·卷二百五十六》
（887年6月己酉，6月7日）六月，戊申，天威都头杨守立与凤翔节度使李昌符争道，麾下相殴，帝命中使谕之，不止。是夕，宿卫皆严兵为备。己酉，昌符拥兵烧行宫，庚戌，复攻大安门。守立与昌符战于通衢，昌符兵败，帅麾下走保陇州。《资治通鉴·卷二百五十七》
（887年8月壬寅，8月1日）壬子，以扈驾都将、武定节度使李茂贞为陇州招讨使，以讨昌符……八月，壬寅朔，李茂贞奏陇州刺史薛知筹以城降，斩李昌符，灭其族。《资治通鉴·卷二百五十七》
（888年2月己丑，2月21日）壬午，发风翔。己丑，至长安。庚寅，赦天下，改元。以韦昭度兼中书令。《资治通鉴·卷二百五十七》
6. 1 2  （895年5月甲子，5月8日）行瑜乃与茂贞、建各将精兵数千入朝，甲子，至京师，坊市民皆窜匿。上御安福门以待之，三帅盛陈甲兵，拜伏舞蹈于门下。上御安福门以待之，三帅盛陈甲兵，拜伏舞蹈于门下……行瑜、茂贞流汗不能言，独韩建粗述入朝之由……是日，行瑜等杀昭度、谿于都亭驿，又杀枢密使康尚弼及宦官数人……始，三帅谋废上，立吉王保；至是，闻李克用已起兵于河东，行瑜、茂贞各留兵二千人宿卫京师，与建皆辞还镇……李克用大举蕃、汉兵南下，上表称王行瑜、李茂贞、韩建称兵犯阙，贼害大臣，请讨之，又移檄三镇，行瑜等大惧。《资治通鉴·卷二百六十》
（895年7月庚申，7月5日）行约弟行实时为左军指挥使，帅众与行约大掠西市。行实奏称同华已没，沙陀将至，请车驾幸邠州。庚申，枢密使骆全瓘奏请车驾幸凤翔……右军指挥使李继鹏，茂贞假子也，本姓名阎圭，与骆全瓘谋劫上幸凤翔。中尉刘景宣与王行实知之，欲劫上幸邠州……向晚，继鹏连奏请车驾出幸，于是王行约引左军攻右军，于楼前侍卫。继鹏复纵火焚宫门，烟炎蔽天。时有盐州六都兵屯京师，素为两军所惮，上急召令入卫；既至，两军退走，各归邠州及凤翔。城中大乱，互相剽掠，上与诸王及亲近幸李筠营，护跸都头李居实帅众继至。《资治通鉴·卷二百六十》
（895年7月辛酉，7月6日）或传王行瑜、李茂贞欲自来迎车驾，上惧为所迫，辛酉，以筠、居实两都兵自卫，出启夏门，趣南山，宿莎城镇。《资治通鉴·卷二百六十
（895年7月甲子，7月9日）甲子，上徙幸石门镇。《资治通鉴·卷二百六十》
（895年8月己丑，8月5日）己丑，克用进军渭桥，遣其将李存贞为前锋；辛卯，拨永寿，又遣史俨将三千骑诣石门侍卫。癸已，遣李存信、李存审会保大节度使李思孝攻王行瑜黎园寨，擒其将王令陶等，献于行在。思孝本姓拓跋，思恭之弟也。李茂贞惧，斩李继鹏，传首行在，上表请罪，且遣使求和于克用。《资治通鉴·卷二百六十》
（895年8月辛亥，8月27日）戊戌，削夺王行瑜官爵。癸卯，以李克用为邠宁四面行营都招讨使，保大节度使李思孝为北面招讨使，定难节度使李思谏为东面招讨使，彰义节度使张鐇为西面招讨使……克用表请上还京；上许之。令克用遣骑三千驻三桥为备御。辛亥，车驾还京师。《资治通鉴·卷二百六十》
（895年12月辛亥，12月23日）既而私于诏使曰：“观朝廷之意，似疑克用有异心也。然不去茂贞，关中无安宁之日。”又诏免克用入朝……克用犹豫未决，盖寓言于克用曰：“向者王行瑜辈纵兵狂悖，致銮舆播越，百姓奔散。今天子还未安席，人心尚危，大王若引兵渡渭，窃恐复惊骇都邑。人臣尽忠，在于勤王，不在入觐，愿熟图之！”克用笑曰：“盖寓尚不欲吾入朝，况天下之人乎！”……辛亥，引兵东归。表至京师，上下始安。《资治通鉴·卷二百六十》
7. 1 2  （896年6月丙寅，6月17日）初，李克用屯渭北，李茂贞、韩建惮之，事朝廷礼甚恭。克用去，二镇贡献渐疏，表章骄慢，上自石门还，于神策两军之外，更置军圣、捧宸、保宁、宣化等军，选补数万人，使诸王将之……丙寅，茂贞引兵逼京畿，覃王与战于娄馆，官军败绩。秋，七月，茂贞进逼京师。延王戒丕曰：“今关中藩镇无可依者，不若自州济河，幸太原，臣请先往告之。”辛卯，诏幸州。《资治通鉴·卷二百六十》
（896年7月壬辰，7月13日）壬辰，上出至渭北。《资治通鉴·卷二百六十》
（896年7月癸巳，7月14日）癸巳，至富平。《资治通鉴·卷二百六十》
（896年7月丙申，7月17日）甲午，建诣富平见上，顿首涕泣言：“方今藩臣跋扈者，非止茂贞。陛下若去宗庙园陵，远巡边鄙，臣恐车驾济河，无复还期。今华州兵力虽微，控带关辅，亦足自固。臣积聚训厉，十五年矣，西距长安不远，愿陛下临之，以图兴复。”上乃从之。乙未，宿下；丙申，至华州……茂贞遂入长安，自中和以来所葺宫室、市肆，燔烧俱尽。《资治通鉴·卷二百六十》
（896年7月乙己，7月26日）乙己，以中书侍郎、同平章事崔胤同平章事，充武安节弃使。上以胤，崔昭纬之党也，故出之……崔胤出镇湖南，韩建之志也。胤密求援于朱全忠，且教之营东都宫阙，表迎车驾，且全忠与河南尹张全义表请上廷都洛阳，全忠仍请以兵二万迎车驾，且言崔胤忠臣，不宜出外。韩建惧，复奏召胤为相，遣使谕全忠以且宜安静，全忠乃止。乙未，复以胤为中书侍郎、同平章事。《资治通鉴·卷二百六十一》
（896年10月戊午，10月11日）戊午，李茂贞上表请罪，愿得自新，仍献助修宫室钱；韩建复佐佑之，竟不出师。
（897年1月甲申）上不得已，是夕，诏诸王所领军士并纵归田里，诸王勒归十六宅，其甲兵并委韩建收掌……于是殿后四军二万馀人悉散，天子之亲军尽矣……建乃与知枢密刘季述矫制发兵围十六宅。诸王被发，或缘垣，或登屋，或升木，呼曰：“宅家救儿！”建拥通、沂、睦、济、韶、彭、韩、陈、覃、延、丹十一王至石堤谷，尽杀之，以谋反闻。《资治通鉴·卷二百六十一》
（898年1月壬辰，1月22日）初，王建攻东川，顾彦晖求救于李茂贞，茂贞命将出兵救之，不暇东逼乘舆，诈称改过，与韩建共翼戴天子。及闻朱全忠营洛阳宫，累表迎车驾，茂贞、韩建惧，请修复宫阙，奉上归长安。诏以韩建为修宫阙使。诸道皆助钱及工材。建使都将蔡敬思督其役。既成，二月，建自往视之。《资治通鉴·卷二百六十一》
（898年8月壬戌，8月25日）己未，车驾发华州。壬戌，至长安。甲子，赦天下，改元。《资治通鉴·卷二百六十一》
8. 1 2  （901年10月丁酉，10月19日）时朱全忠、李茂贞各有挟天子令诸侯之意，全忠欲上幸东都，茂贞欲上幸凤翔……冬，十月，戊戌，朱全忠大举兵发大梁……韩全诲闻朱全忠将至，丁酉，令李继诲、李彦弼等勒兵劫上，请幸凤翔。《资治通鉴·卷二百六十二》
（901年11月壬子，11月4日）壬子，韩全诲等陈兵殿前，言于上曰：“全忠以大兵逼京师，欲劫天子幸洛阳，求传禅。臣等请奉陛下幸凤翔，收兵拒之。“上不许，杖剑登乞巧楼。全诲等逼上下楼，上行才及寿春殿，李彦弼已于御院纵火。是日冬至，上独坐思政殿，翘一足，一足蹋栏干，庭无群臣，旁无侍者。顷之，不得已，与皇后、妃嫔、诸王百余人皆上马，恸哭声不绝，出门，回顾禁中，火已赫然。《资治通鉴·卷二百六十二》
（901年11月壬戌，11月14日）车驾留岐山三日，壬戌，至凤翔。朱全忠至长安，宰相帅百官班迎于长乐坡。《资治通鉴·卷二百六十二》
（901年11月戊辰，11月20日）戊辰，朱全忠至凤翔，军于城东。李茂贞登城谓曰：“天子避灾，非臣下无礼，谗人误公至此。”全忠报曰：“韩全诲劫迁天子，今来问罪，迎扈还宫。岐王苟不预谋，何烦陈谕！”上屡诏全忠还镇，全忠乃拜表奉辞。《资治通鉴·卷二百六十二》
（901年11月辛未，11月23日）辛未，移兵北趣邠州。《资治通鉴·卷二百六十二》
（902年9月丁未，9月4日）全忠患李茂贞坚壁不出，季昌请以谲计诱致之……于是茂贞开门，悉众攻全忠营，全忠鼓于中军，百营俱出，纵兵击之，又遣数百骑据其城门，凤翔军进退失据，自蹈藉，杀伤殆尽。茂贞自是丧气，始议与全忠连和，奉车驾还京，不复以诏书勒全忠还镇矣。《资治通鉴·卷二百六十三》
（902年9月壬子，9月9日）辛亥，李茂贞尽出骑兵于邻州就刍粮。壬子，朱全忠穿蚰蜒壕围凤翔，设大铺、铃架以绝内外。《资治通鉴·卷二百六十三》
（903年1月丙午，1月4日）丙午，李茂贞亦遣牙将郭启期往议和解。《资治通鉴·卷二百六十三》
（903年1月戊申，1月6日）茂贞请诛全诲等，与朱全忠和解，奉车驾还京。上喜，即遣内养帅凤翔卒四十人收全诲等，斩之。《资治通鉴·卷二百六十三》
（903年1月己酉，1月7日）己酉，遣韩偓及赵国夫人诣全忠营，又遣使囊全诲等二十馀人首以示全忠……辛亥，全忠遣观察判官李振奉表入谢。全诲等已诛，而全忠围犹未解。茂贞疑崔胤教全忠欲必取凤翔，白上急召胤，令帅百官赴行在。《资治通鉴·卷二百六十三》
（903年1月甲子，1月22日）甲子，车驾出凤翔，幸全忠营，全忠素服待罪。《资治通鉴·卷二百六十三》
（903年1月己巳，1月27日）己巳，入长安。《资治通鉴·卷二百六十三》
9. ↑  （904年1月戊申，1月12日）初，崔胤假朱全忠兵力以诛宦官，全忠既破李茂贞，并吞关中，威震天下，遂有篡夺之志。胤惧，与全忠外虽亲厚，私心渐异……戊申，朱全忠密令宿卫都指挥使朱友谅以兵围崔胤第，杀胤及郑元规、陈班并胤所亲厚者数人。《资治通鉴·卷二百六十四》
（904年1月丁巳，1月21日）丁巳，上御延喜楼，朱全忠遣牙将寇彦卿奉表，称邠、歧兵逼畿甸，请上迁都洛阳。及下楼，裴枢已得全忠移书，促百官东行。戊午，驱徙士民，号哭满路。《资治通鉴·卷二百六十四》
（904年1月壬戌，1月26日）车驾发长安，全忠以其将张廷范为御营使，毁长安宫室百司及民间庐舍，取其材，浮渭河而下，长安自此遂丘墟矣。全忠发河南、北诸镇丁匠数万，令张全义治东都宫室，江、浙、湖、岭诸镇附全忠者，皆输货财以助之。《资治通鉴·卷二百六十四》
（904年1月甲子，1月28日）甲子，车驾至华州。《资治通鉴·卷二百六十四》
（904年2月乙亥，2月10日）二月，乙亥，车驾至陕，以东都宫室未成，驻留于陕。《资治通鉴·卷二百六十四》
（904年3月乙卯，3月20日）乙卯，全忠辞上，先赴洛阳督修宫室。《资治通鉴·卷二百六十四》
（904年4月辛巳，4月16日）夏，四月，辛巳，朱全忠奏洛阳宫室已成，请车驾早发，表章相继。《资治通鉴·卷二百六十四》
（904年闰4月丁酉，闰4月3日）闰月，丁酉，车驾发陕。《资治通鉴·卷二百六十四》
（904年闰4月癸卯，闰4月9日）癸卯，上憩于谷水。《资治通鉴·卷二百六十四》
（904年闰4月甲辰，闰4月10日）甲辰，车驾发谷水，入宫，御正殿，受朝贺。《资治通鉴·卷二百六十四》
（907年4月戊辰，4月22日）戊辰，大赦，改元，国号大梁。奉唐昭宣帝为济阴王，皆如前代故事，唐中外旧臣官爵并如故。以汴州为开封府，命曰东都；以故东都为西都；废故西京，以京兆府为大安府，置佑国军于大安府，更名魏博曰天雄军。《资治通鉴·卷二百六十六》